# Полигалит
Полигали́т — минерал, водный сульфат калия, кальция и магния. Эмпирическая формула — K2Ca2Mg[SO4]4·2H2O. Впервые данный минерал был описан в 1818 году в качестве образца, обнаруженного в местности Зальцберг (нем. Salzberg, солёная гора), Австрия. Название полигалит происходит от греческого polys hals — «много солей».

## Описание

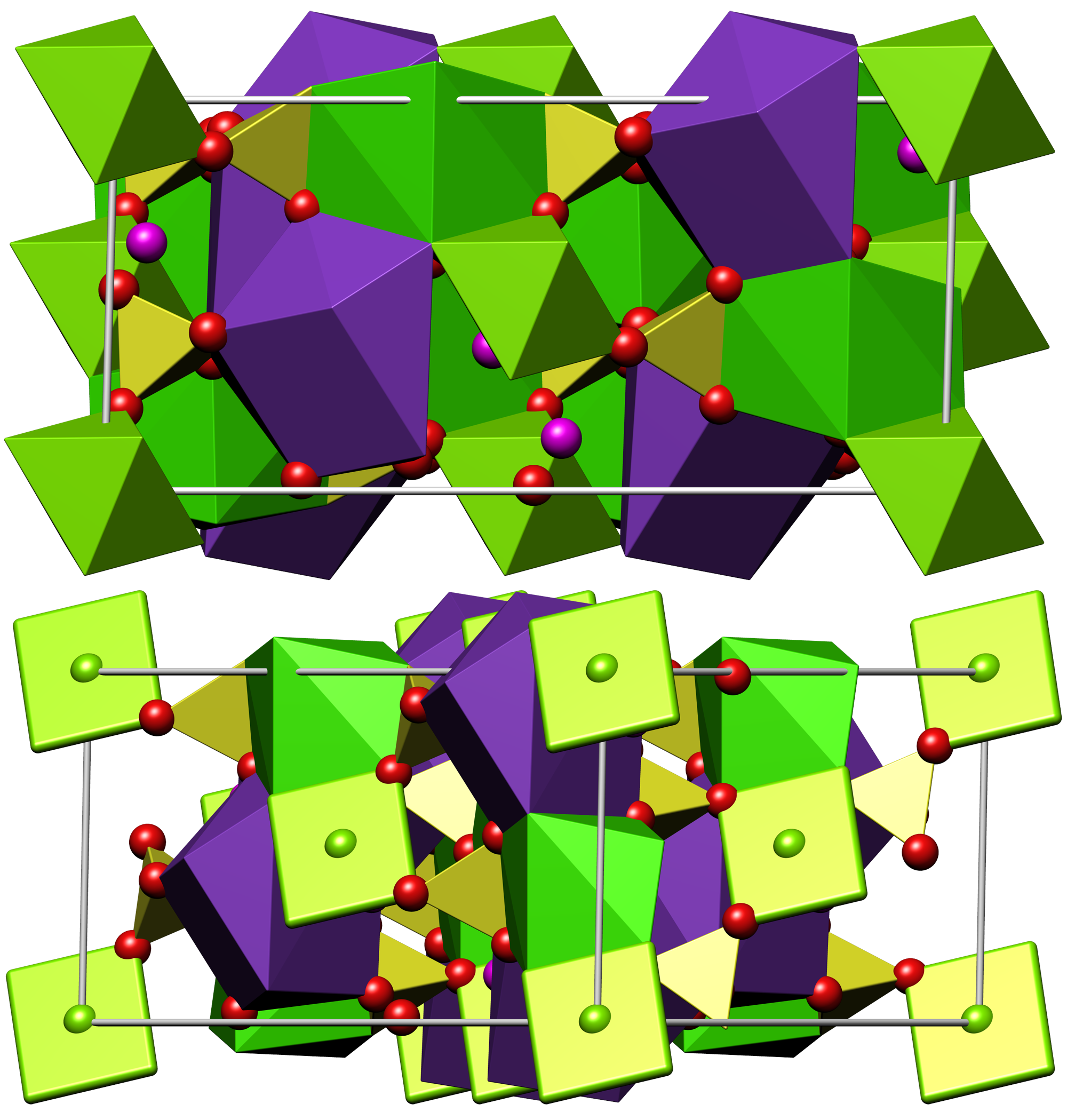
Кристаллическая структура полигалита

Данный минерал встречается в виде зёрен или прослоек на месторождениях солей в Верхней Австрии, Лотарингии (Франция), в Западном Казахстане, США (штаты Техас и Нью-Мексико), в Карпатах, а также в продуктах вулканической деятельности (вулкан Везувий, Италия). Способен образовывать зернистости, волокнистые или листоватые агрегаты, волокнистые плотные массы. Плотность 2,77—2,78 г/см3. Твёрдость по шкале Мооса 3,5. Цвет: от белого до серого, красного, жёлтого. Блеск стеклянный, смолистый. Полупрозрачный. Горький на вкус. Данный минерал содержит: K2O — 15,62 %; CaO — 18,6 %; MgO — 6,68 %; SO3 — 53,12 %; H2O — 5,98 %.

## Применение
Ценится как сырье для производства удобрений для сельского хозяйства.